# Guillaume de Marcossey
Guillaume Fournier, dit de Marcossey, mort le 31 décembre 1377, est un prélat d'origine savoyarde du XIVe siècle, évêque de Gap, sous le nom de Guillaume VI, puis de Genève, sous le nom de Guillaume II.

## Biographie

### Origines
Guillaume est issu de la famille noble de Fournier, appartenant à la petite noblesse, seigneurs de Marcossey (Viuz-en-Sallaz),,, dans le mandement de Thyez en Sallaz (ou Thy).

### Carrière ecclésiastique
Guillaume Fournier est official de Genève, en 1344, chanoine de Saint-Pierre, en 1348, puis doyen de la cathédrale de Sion, en 1349. L'historien dauphinois Théodore Gautier (1844) l'imagine, par erreur, évêque de Fréjus jusqu'en 1359.
Il est choisi pour occuper le siège épiscopal de Gap (Dauphiné)  le 10 juin 1362, par le pape Innocent VI.

### Épiscopat de Gap
Son action dans le diocèse gapençais pousse Raoul de Louppy, gouverneur de Dauphiné, à le choisir comme lieutenant en début d'année 1366,, mais Guillaume ne pourra occuper cette charge delphinale que quelques mois.
Guillaume sera confronté durant son épiscopat gapençais à un membre de sa famille, Claude de Marcossey, au sujet de problèmes de succession dans ce mandement, près de Scionzier et de Viuz-en-Sallaz.

### Épiscopat de Genève
Le décès de Alamand de Saint-Jeoire lui permet de demander à lui succéder à Genève, dans son église d'origine, où il est nommé le 10 avril 1366, par le pape Urbain V,. Il prend possession de son diocèse le 27 mai suivant. Guillaume de Marcossey devient évêque de Genève et occupera la cathèdre jusqu'à son décès en 1377.
Durant son épiscopat, tenu de maintenir ses droits temporels, il parvient à faire révoquer le vicariat impérial sur la ville et le diocèse de Genève conféré par Charles le Sage à Amédée VI de Savoie en jetant l'interdit sur sa ville après avoir été obligé de se réfugier dans sa famille à Thyez. À son retour à Genève, il renforce les fortifications en faisant ajouter ou réparer 22 tours à la muraille.

### Mort et succession
Guillaume de Marcossey meurt le 31 décembre 1377. Son corps est inhumé dans la chapelle de la Vierge Marie de la cathédrale.
Sur le trône de Genève lui succède Jean de Murol, familier de l'antipape Clément VII.

## Postérité

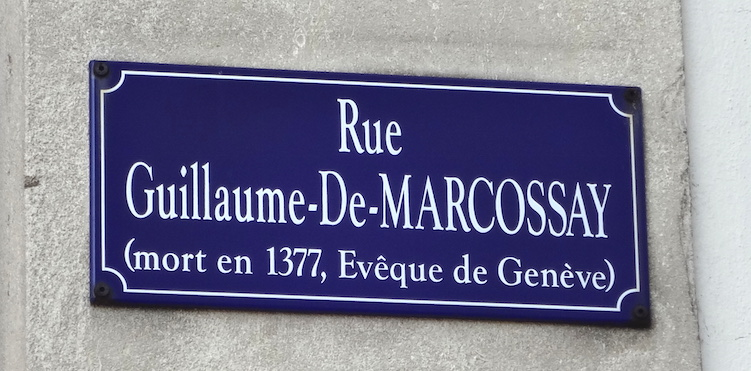
Rue à Genève.

Une rue porte son nom à Genève (orthographiée « Marcossay »), dans le quartier de Plainpalais.